# Gneu Domici Calví Màxim (cònsol 283 aC)
Gneu Domici Calví Màxim (llatí: Cneus Domitius Cn. F. Calvinus Maximus) va ser un magistrat romà. Formava part de la Gens Domícia, una gens d'origen plebeu.
Candidat a ser edil curul el 304 aC, va ser derrotat per Gneu Flavi. Però va ser elegit cinc anys més tard el 299 aC, i després elegit cònsol l'any 283 aC amb Publi Corneli Dolabel·la i se suposa que va lluitar contra lucans, brucis, tarentins, etruscs, gals, umbres i samnites, però no es detalla la seva actuació per cap historiador.
Els historiadors antics mencionen una batalla en la qual els bois, units als sènons i als etruscs, van atacar Roma, van creuar el Tíber i van lliurar batalla contra els romans, que en van sortir victoriosos, però mentre alguns diuen que l'exèrcit romà era manat per Calvinus, altres diuen que ho era per Dolabel·la, i és probable que els dos cònsols es guanyessin els llorers aquell dia. Va ser, sens dubte, amb aquesta victòria que Domici Calví va guanyar-se el cognom de Maximus. En establir-se aquest càrrec el mateix any, va ser triat censor: la primera instància d'un plebei que es va aixecar a aquesta oficina. El renom Màxim l'hauria agafat després d'aquesta batalla.
L'any 280 aC va ser nomenat dictador, càrrec que va deixar abans d'un any i va ser elegit tot seguit censor, el primer plebeu que va arribar a aquesta dignitat.